# Misery Business
Singles de Paramore
All We Know Hallelujah
Pistes de Riot!
Hallelujah When it Rains
Misery Business est le 1er single extrait de l'album Riot!, le second du groupe de pop punk américain Paramore.
On peut retrouver notamment la chanson dans NHL 08, Saints Row 2, Guitar Hero World Tour.
Ce single a connu plusieurs éditions, et des faces B différentes. Il a été certifié disque de platine aux États-Unis et au Royaume-Uni. On peut également retrouver la version live de Misery Business en face B du 3e single extrait de Riot!, CrushCrushCrush.

## Clip
Le clip a été réalisé par Shane Drake et tournée dans la Reseda High School, à Reseda, on voit alternativement des passages où le groupe chante dans une salle aux murs noirs, et marqués partout du nom de leur album : Riot!.
Et des scènes tournées dans le lycée où on voit une fille très maquillée et portant une robe bleue, jouée par l'actrice Amy Paffrath, pousser des pom-pom girls, couper la natte d'une fille et la lui montrer, projeter un garçon avec un plâtre contre le mur puis embrasser passionnément un garçon devant sa petite amie.
À la fin, les membres du groupe sortent d'une salle de classe. Hayley Williams s'en prend à cette fille et lui enlève ses rembourrages de son soutien-gorge, puis elle prend une serviette et lui essuie le visage avec, pour enlever son maquillage.
Enfin, le groupe s'en va et la fille pleure.

## Certifications
| Pays              | Certification | Unités certifiées |
| ----------------- | ------------- | ----------------- |
| États-Unis (RIAA) | 4 × Platine   | 4 000 000         |
| Royaume-Uni (BPI) | Platine       | 600 000           |